# Silacris albithorax
Silacris albithorax är en insektsart som beskrevs av Christiane Amédégnato och Marius Descamps 1979. Silacris albithorax ingår i släktet Silacris och familjen Romaleidae. Inga underarter finns listade i Catalogue of Life.